# Aurélien Tchitombi
Aurélien Tchitombi, né le 3 août 1993 à Torcy (Seine-et-Marne), est un handballeur international congolais possédant aussi la nationalité française. Il évolue au poste de demi-centre au Grand Nancy MHB depuis 2020.

## Biographie

### Enfance et formation
Aurélien-Morgan Tchitombi est originaire de Torcy (Seine-et-Marne) et commence le handball au Torcy Handball Marne-la-Vallée.
Il fait ensuite son sport-étude de 15 à 17 ans au Pôle espoir de Chartres et est alors interne au Lycée Marceau de la ville.
Aurélien Tchitombi rejointe le Tremblay-en-France Handball en 2011, qui évolue en première division. L'équipe termine à la 11e place de D1 2011-2012 où Tchitombi joue 25 rencontres. En 2012-2013, le club se sauve à la dernière journée et Aurélien ne prend part qu'à cinq matchs.

### En D2 avec Pontault-Combault (2013-2018)
En 2013, il rejoint le Pontault-Combault HB et retrouve son département d'origine.
Fin avril 2015, Tchitombi prolonge son contrat de deux saisons, jusqu'à la fin de la saison 2016-2017. Auteur de 59 buts depuis le début de l'exercice 2014-2015, soit une moyenne de trois buts par match, Aurélien est un joueur important de l'équipe alors avant-dernière de Pro D2.
Mi-février 2017, devenu un cadre de l'équipe pontelloise qui joue maintenant la montée en première division, Aurélien prolonge d'une saison son contrat, qui le lie alors jusqu'à la fin de l'exercice 2017-2018.
En octobre 2017, Thitombi est élu meilleur joueur de Proligue,.
Au terme de la saison 2017-2018 au PCHB, il est le meilleur buteur de l'équipe au match retour des demi-finales de playoffs. L'équipe remporte ensuite la finale et est promue en D1. Mais Aurélien quitte le club. La saison 2017-2018 est la meilleure de votre carrière avec 107 buts en championnat, s'expliquant notamment par sa présence en défense et donc davantage d'opportunités sur le jeu de transition.

### Retour à Chartres (2018-2020)
Pour la saison 2018-2019, Tchitombi s'engage deux ans avec le C' Chartres MHB dont il connaît les dirigeants, le président et le staff technique après son passage en jeune quelques années plus tôt. Il retrouve aussi Ricardo Candeias avec qui il a joué deux ans à Pontault-Combault et prend la suite d'Edin Basic et Sergio de la Salud, non-conservés, au poste de demi-centre.
Dès sa première saison, Tchitombi connaît une seconde montée consécutive en première division avec la première place de la phase régulière. Le C'Chartres remporte aussi le championnat de D2 avec son sacre en playoffs. Le demi-centre participe activement à la montée du club chartrain en Starligue avec soixante buts inscrits en championnat. 
Lors de la seconde saison, à l’étage du dessus, son temps de jeu s’amoindrit (17 buts en autant de rencontres), les clés du jeu étant davantage confiées à l’Espagnol Marc Canellas. Son contrat arrivant à son terme, il n'est pas renouvelé. La fin de saison est anticipée à cause de la pandémie du COVID-19.
Aurelien s'engage avec le Grand Nancy MHB pour une année plus une en option. Dans une formation ambitieuse de Proligue, l’international congolais remplace Emil Feuchtmann sous la houlette de Benjamin Braux, qui le recrute pour sa capacité à être « dépositaire du jeu » et son expérience des accessions,. 

### En équipe nationale
Aurélien Tchitombi est sélectionné en jeunes en équipe de France.
En 2013, il est approché par l'équipe de République démocratique du Congo et décide de jouer pour elle. Il dispute la CAN 2014 en Algérie, terminée à la 10e place, puis celle 2016 en Égypte  (quart-de-finale). Second dans la hiérarchie au poste de demi-centre, il joue presque toutes les rencontres à la suite de la blessure du titulaire lors du premier match.

## Style de jeu
Aurélien Tchitombi est reconnu pour sa vision du jeu et son sens du but.

## Statistiques
| Saison                | Club                  | Championnat           | Championnat | Championnat | Coupe de France | Coupe de France | Coupe de la Ligue | Coupe de la Ligue | RD Congo | RD Congo | Total | Total |
| Saison                | Club                  | Division              | M           | B           | M               | B               | M                 | B                 | M        | B        | M     | B     |
| --------------------- | --------------------- | --------------------- | ----------- | ----------- | --------------- | --------------- | ----------------- | ----------------- | -------- | -------- | ----- | ----- |
| 2011-2012             | Tremblay-en-F. HB     | D1                    | 26          |             |                 |                 | 1                 |                   |          |          |       |       |
| 2012-2013             | Tremblay-en-F. HB     | D1                    | 5           |             |                 |                 |                   |                   |          |          |       |       |
| Sous-total            | Sous-total            | Sous-total            | 31          |             |                 |                 | 1                 |                   |          |          |       |       |
| 2013-2014             | Pontault-Combault HB  | D2                    |             |             |                 |                 |                   |                   |          |          |       |       |
| 2014-2015             | Pontault-Combault HB  | D2                    |             |             |                 |                 |                   |                   |          |          |       |       |
| 2015-2016             | Pontault-Combault HB  | D2                    |             |             |                 |                 |                   |                   |          |          |       |       |
| 2016-2017             | Pontault-Combault HB  | D2                    | 26          | 91          |                 |                 | 2                 | 7                 |          |          |       |       |
| 2017-2018             | Pontault-Combault HB  | D2                    | 29          | 107         |                 |                 | 2                 | 6                 |          |          |       |       |
| Sous-total            |                       |                       |             |             |                 |                 |                   |                   |          |          |       |       |
| 2018-2019             | C' Chartres MHB       | D2                    | 27          | 60          |                 |                 | 2                 | 3                 |          |          | 32    | 69    |
| 2019-2020             | C' Chartres MHB       | D1                    | 6           | 5           |                 |                 | 1                 | 3                 |          |          | 7     | 8     |
| Sous-total            | Sous-total            | Sous-total            | 33          | 65          |                 |                 | 3                 | 6                 |          |          | 39    | 77    |
| Total sur la carrière | Total sur la carrière | Total sur la carrière |             |             |                 |                 | 8                 | 19                |          |          |       |       |

## Palmarès

### Titres et trophées collectifs
- Championnat de France D2 (1)
  - Champion : 2019 avec Chartres
  - Vainqueur des playoffs : 2018 avec Pontault-Combault

### Récompenses individuelles
- Championnat de France D2
  - Meilleur joueur du mois : octobre 2017 avec Pontault-Combault